# Hokuto Nakamura
Hokuto Nakamura (født 10. juli 1985) er en japansk fodboldspiller, som spiller for den japanske fodboldklub V-Varen Nagasaki.